# Risiocnemis pulchra
Risiocnemis pulchra – gatunek ważki z rodziny pióronogowatych (Platycnemididae). Endemit Filipin; znany tylko z okazów typowych odłowionych w prowincji Bataan w środkowo-zachodniej części wyspy Luzon.